# Pauline Hopf
Pauline Hopf (geboren 8. Mai 1914; gestorben 2007) war eine deutsche Juristin. Sie war von 1967 bis 1972 Richterin am Bundesverwaltungsgericht in Berlin.

## Beruflicher Werdegang
Pauline Hopf erwarb zwei Doktortitel.
Ab dem 1. April war sie Oberverwaltungsrichterin am Verwaltungsgericht Ansbach. Am 1. Dezember 1962 wurde sie zur Verwaltungsgerichtsdirektorin in Würzburg befördert.
Am 1. August 1967 wurde Pauline Hopf zur Richterin am Bundesverwaltungsgericht ernannt und übte ihr Amt bis zum 18. Oktober 1972 aus. Vor ihr war nur Charlotte Schmitt 1953 dort zur Richterin berufen worden, sodass fast fünfzehn Jahre lang keine Frau ernannt wurde. Vier Jahre nach Pauline Hopf wurde 1971 Charlotte Eckstein zur Richterin am Bundesverwaltungsgericht ernannt, das immer noch eine Männerdomäne war.